# فقه و سیاست در ایران معاصر
فقه و سیاست در ایران معاصر نام مجموعه‌ای دو جلدی از داود فیرحی که به دنبال ارزیابی موقعیت دموکراسی در جامعه دینی با تکیه بر دانش فقه است.

## ساختار و محتوا
جلد نخست این مجموعه با عنوان کامل "فقه و سیاست در ایران معاصر (فقه سیاسی و فقه مشروطه)" مشتمل بر دو بخش است. فیرحی در بخش اول به مباحث ماهیت فقه سیاسی؛ فقه شیعه و ماهیت امر سیاسی؛ مبانی قدیم، مسائل جدید؛ و فقه سیاسی، نوگرایی و دولت؛ و در بخش دوم این کتاب نیز به بررسی مباحث نایینی و فقه مشروطه؛ فقه و نهادهای دولت مشروطه؛ تحول فقه سیاسی؛ و گذار به فقه حکومت اسلامی پرداخته‌است.
وی در جلد دوم که با عنوان کامل "فقه و سیاست در ایران معاصر (تحول حکومت‌داری و فقه حکومت اسلامی)" منتشر شده‌است چهار بخش را بر اساس روش گفتمان فوکویی مورد تحلیل و بررسی قرار داده‌است: در بخش نخست به «جریان‌های مذهبی - سیاسی دهه ۲۰ و گذار به حکومت اسلامی» پرداخته و در بخش دوم «نواندیشی و اصالح فکر دینی؛ فدائیان اسالم و افراط‌گرایی مذهبی» را مورد بررسی قرار داده‌است. بخش سوم نیز مربوط به مباحث «تحول در تصور حکومت؛ الهیات حکومت در ایران معاصر» است. نویسنده بخش چهارم را نیز با بررسی مباحث «امام خمینی و فقه حکومت؛ رهبری و حکومت؛ امت و امامت؛ تحولات نظریه انتخاب؛ بازسازی نظریه نصب» تدوین کرده‌است.

## هدف
ناشر در توضیح این اثر چنین آورده‌است:
فقه سیاسی به ارزیابی ماهیت دولت، جامعه سیاسی و شکل‌های متفاوتی از نهادها و تشکل‌های داوطلبانه علاقه‌مند است که از مختصات جامعه مدنی مدرن شمرده می‌شوند، اما این ارزیابی به فهم دو چیز بستگی دارد: یکی، حضور معمایی فقه سیاسی در جامعه پیچیده امروز و دوم، بنیاد مذهبی سیاست مدرن در جهان اسلام. در چنین شرایطی، شاید بتوان در موقعیت معرفتی مناسب قرار گرفت و درصدد پاسخ به دو مسئله معمایی زیر برآمد:
- چگونه ممکن است چنین ارزش‌های مردم سالارانه ای، که اکنون، در نظام‌های سیاسی جدید، نهادینه شده یا در حال نهادینه شدن هستند، ضمانت فقهی بیابند؟
- بینش فقهی ـ سیاسی برخاسته از جامعه ای ایمانی چه نقشی در حوزه گفتگوی عمومی و سیاست جامعه ای اسلامی در عصر ما دارد یا می‌تواند داشته باشد؟

به هر صورت، آیا چنین اقتضایی که ارزش‌های ایمانی، بنیادی اخلاقی برای زندگی مردم سالارانه امروز فراهم کند، در فقه سیاسی نیز در جامعه سیاسی ما وجود دارد؟ یا این‌که این دو، به اقتضای زمان و مکان، نوعی از «ناچسب‌ترین اتحادها» را «تجربه» یا حتی زیر فشار ضرورت‌ها «تحمل» می‌کنند؟ به نظر نمی‌رسد که تأمل در این پرسش‌های حیاتی تأخیرپذیر باشند. این کتاب درصدد مشارکت در چنین مباحث مهمی است.

## نقد و بررسی
کتاب حاضر تا کنون چندین بار موضوع نشست نقد و بررسی، یادداشت و مقالات بوده‌است.